# Arrondissement Antwerpen
Arrondissement Antwerpen  är ett arrondissement i Belgien. Det ligger i provinsen Antwerpen och regionen Flandern, i den centrala delen av landet, 50 kilometer norr om huvudstaden Bryssel. Antalet invånare är cirka 1 085 832 invånare (2010). Arean är 1 000 kvadratkilometer.

## Kommuner
Följande kommuner ingår i arrondissementet:
- Aartselaar
- Antwerpen
- Boechout
- Boom
- Borsbeek
- Brasschaat
- Brecht
- Edegem
- Essen
- Hemiksem
- Hove
- Kalmthout
- Kapellen
- Kontich
- Lint
- Malle
- Mortsel
- Niel
- Ranst
- Rumst
- Schelle
- Schilde
- Schoten
- Stabroek
- Wijnegem
- Wommelgem
- Wuustwezel
- Zandhoven
- Zoersel
- Zwijndrecht